# Кабельо де Карбонера, Мерседес
Мерседес Кабельо де Карбонера (7 февраля 1845 — 12 октября 1909) — перуанская писательница. Одна из зачинателей критического реализма в литературе Перу. Одна из первых перуанских феминисток.

## Биография
Мерседес Кабельо родилась в обеспеченной семье. Её отец и дядя много путешествовали и привезли в 1830 году хорошо сохранившуюся библиотеку из Франции. Мерседес Кабельо самостоятельно и с помощью домашних учителей хорошо изучила французский язык, что впоследствии способствовало тому, что она могла быстро знакомиться с книжными новинками из Франции. В возрасте 20 лет она переехала в Лиму, где стала членом литературного салона.
В 1867 году вышла замуж за доктора Урбано де Карбонера, у которого была частная практика в Лиме, муж был азартным игроком, поэтому их брак был бездетным и несчастным. Позже они разошлись.
Мерседес дебютировал с серией статей о положении женщин, в которых она очень чётко отметила подчинённое положение женщин в обществе того времени, независимо от того, к какому классу они принадлежали.
В 1900 году из-за депрессии, бредовой меланхолии и после попытки поджога дома, в которым она жила вместе с братом, попала в психиатрическую больницу.
Умерла в лечебнице 9 лет спустя, 12 октября 1909 года, от психического расстройства (считается, что она заразилась от своего мужа сифилисом и её психическое заболевание было последствием этого).

## Творчество
Мерседес Кабельо де Карбонера — автор 6 романов, из которых наибольшим успехом пользовались «Бланка Соль» (1888), «Последствия» (1890) и «Заговорщик» (1892). Она также писала многочисленные статьи и очерки на литературные и социальные темы, выступая, в частности, за эмансипацию женщин. Оставшись непонятой и подвергшись нападкам со стороны авторов-мужчин, она окончила свои дни в психиатрической больнице.
Основная тема произведений писательницы — Лима, её политическая и светская жизнь. Поборница женской эмансипации, воспитанная на идеях позитивистской философии, Мерседес Кабельо в истории перуанской литературы считается зачинательницей критического реализма.
Сделав своей темой коррупцию и разорение высших слоев (романы «Бланка Соль» и «Последствия»), писательница, по словам Тамайо Варгаса, «хотела создать реалистическую литературу в (Латинской) Америке, но боролась за реализм, находясь во власти сентиментального взгляда на жизнь и, главное, весьма строгих моральных правил».
В романах, повестях и литературоведческих и феминистских эссе Мерседес Кабельо прослеживаются самые различные симпатии и влияния, но прежде всего влияние французских классиков — Бальзака и Флобера, Доде и Золя. Перу этой передовой женщины своего времени принадлежит и пространное эссе о творчестве и философских взглядах Л. Н. Толстого, который, по свидетельству критики, также оказал на неё известное влияние. Важным моментом при оценке общественных и эстетических взглядов писательницы является её последовательный подход к художественному слову, как к орудию преобразования общества и инструменту политической борьбы.

## Избранные произведения
- Sacrificio y recompensa (Лима, 1886, Золотая медаль «Ateneo de Lima»)
- Eleodora (Мадрид, 1887)
- Los amores de Hortensia (1886 и 1887)
- Blanca Sol (novela social) (1888, 1889 и 1894)
- Las consecuencias (1890)
- El conspirador (автобиография) (1892 и 1898)

### Эссе
- Influencia de las Bellas Letras en el progreso moral y material de los pueblos (1887)
- La novela realista
- La novela moderna (1892, Премия «Золотая роза»)
- Estudio comparativo de la inteligencia y la belleza de la mujer
- Perfeccionamiento de la educación y la condición social de la mujer
- La religión de la humanidad (1893)
- El conde León Tolstoi (1894)

## Награды
- 1892 — Премия «Золотая роза» на межамериканском конкурсе эссе, организованном Литературной академией Буэнос-Айреса.